# Albert Villemaux
 Albert Villemaux, né le 7 juin 1895 à Pontavert, dans l'Aisne, et assassiné au camp de  Oranienburg-Sachsenhausen le 15 juin 1944, était un homme politique, un cheminot, un militant anticolonialiste et un résistant français. Il est mort en déportation, dans un camp de concentration nazis, en 1944.

## Biographie
Il  est le fils d'un meunier. Lors de la Première Guerre mondiale, il est déjà interné par les occupants allemands, pour faits de résistance, de 1915 à 1918. Il épouse Marie Docq le 15 mai 1920, à Brévilly. Ils auront trois enfants, Roger, Jean et Hugues. Dès 1921, il adhère au Parti communiste français, quelques mois à peine après le congrès de Tours qui marque la création de ce mouvement. En 1922, son employeur, la Compagnie des chemins de fer de l'Est, le nomme au dépôt de Lumes-triage, à côté de Nouvion-sur-Meuse, important relais ferroviaire. Il y est peintre. Il devient adjoint au maire, à Nouvion-sur-Meuse, en 1925. Dans la même période, la police perquisitionne son domicile, à la suite de son activité anticolonialiste et contre la Guerre du Rif.
Il devient maire de Nouvion en 1935. Le 25 septembre 1937, avec Lucien Sampaix, il accueille Maurice Thorez, de passage. Mais il est révoqué en janvier 1940 par le gouvernement Daladier à la suite de l'interdiction du Parti communiste.
Il doit fuir sa ville après l'offensive de mai 1940 et se voit interné à Dijon par le gouvernement français pour ses activités communistes. Il revient dans les Ardennes en tant que cheminot fin 1940.
Dès son retour, Arthur Meert, Jules Ruchot et Justin Eloy se réunissent avec Albert pour commencer des actes de résistance comme collecter des armes. Il est notamment chargé de récupérer les armes abandonnées sur les lieux de combat de mai-juin 1940. En janvier 1941, il fonde avec ses amis une structure locale de l'OCM. Ils procèdent aux premiers sabotages. Le 8 février 1941, il adhère au FTPF. Il devient sous-lieutenant de la Résistance-Fer, une structure de résistance et de sabotage des cheminots. Manifestant le 4 mars 1943 contre le STO, il est arrêté par la feldgendarmerie. Prisonnier à Rethel, Saint-Quentin puis Compiègne, il est interné au camp d'Oranienburg-Sachsenhausen en juin 1943. Mis à contribution pour l'effort de guerre nazis, il procède à de nouveaux actes de sabotage sur des pièces d'aviation. Découvert, il est condamné à subir un régime sévère. Il meurt d'épuisement le 15 juin 1944.

## Hommages
Il fut cité à l'ordre « du gouvernement britannique pour services rendus à la cause alliée ». La place de l'hôtel de ville de Nouvion porte son nom.

### Sources
- Gérald Dardart, Les Ardennes dans la guerre 1939-1945, Éditions De Borée, 2008, 430 p. (ISBN 978-2-84494-823-6), « André Villemaux, de la Résistance communiste à la Résistance-Fer », p. 193-198.
- Philippe Lecler, Le temps des partisans : suivi de Mémorial de Berthaucourt, La Résistance et sa répression dans les Ardennes, Éditions Dominique Guéniot, 2009, 191 p..
- « Villemeaux Albert, Martin, Auguste, Albert », sur le site https://maitron.fr, Université Paris-1 Panthéon-Sorbonne.